# Kimono
Een kimono (Japans: 着物, letterlijk: hetgeen iemand draagt) is een traditioneel Japans kledingstuk voor mannen en vrouwen. Het is een losse mantel of japon met wijde mouwen die met een ceintuur wordt dichtgebonden. Die ceintuur heet een obi. De obi wordt vastgemaakt met een knoop, de zogenoemde musubi, waarvan veel verschillende varianten bestaan. De meest gedragen variant is de otaiko musubi. De ingewikkeldste en bewerkelijkste musubi's worden gedragen door meisjes en jonge vrouwen bij speciale gelegenheden. Het knopen en vastzetten van de musubi vraagt om een aantal extra accessoires, zoals een kussentje, koord, en een sjaal.
Er zijn strikte gebruiken en aanwijzingen voor het dragen en het aantrekken van de kimono. Kimono's worden gedragen bij officiële gelegenheden, zoals bruiloften en de traditionele theeceremonie. De lengte van de mouwen kan variëren per gelegenheid. Zo moeten de mouwen lang zijn als er een bruiloft is binnen je familie en kunnen de mouwen kort zijn als je naar een bruiloft gaat die buiten je familie is. Van december tot mei worden twee lagen gedragen. Vanaf 1 juni wordt één laag gedragen en in hoogzomer is de stof luchtiger dan in de winter.
Om de traditie van het aankleden en dragen van de kimono levend te houden worden er speciale cursussen gegeven die gevolgd kunnen worden door jonge meisjes. Een traditionele kimono is van zijde gemaakt en kost nieuw zo'n 60.000 euro. De meeste kimono's worden van moeder op dochter doorgegeven. De gewoonte is dat een kimono drie generaties meegaat. Tegenwoordig zijn er ook confectie-kimono's en die zijn wel betaalbaar, o.a. door het gebruik van polyester draden. 
Een minder formele variant op de kimono is de yukata.